# Cristian Topan
Cristian Emil Topan (n. 13 octombrie 1963, București, România – d. 27 aprilie 2024, București, România) a fost un caricaturist, ilustrator de carte și creator de afișe român. A fost președintele Uniunii Caricaturiștilor din România, președintele Federației Internaționale de Caricatură pentru România și membru al Uniunii Artiștilor Plastici din România, filiala de Grafică Publicitară.

## Activitate expozițională
A avut expoziții personale în București, Călărași, Gabrovo (Bulgaria), Novi Sad (Serbia). A deschis expoziții de figurine ceramice în Bergen op Zoom (Olanda) în anul 2007. A câștigat mai multe premii internaționale și premiul al III-lea la World Press Cartoon (Sintra, Portugalia). A făcut parte din comisii de premiere la concursuri organizate în Germania, Serbia, Bulgaria, Israel, Turcia, Macedonia și România.